# Klebér Saarenpää
John Klebér Saarenpää (ur. 14 grudnia 1975 w Uppsali) – szwedzki piłkarz grający na pozycji obrońcy. Trener IK Brage.

## Życiorys

### Kariera klubowa
Klebér Saarenpää był zawodnikiem takich klubów jak: IK Sirius, Djurgårdens IF, IFK Norrköping, Aalborg BK, Hammarby IF i Vejle BK. Po sezonie 2008 zakończył karierę piłkarską.

### Kariera reprezentacyjna
W latach 2000–2001 występował w reprezentacji Szwecji.

### Kariera trenerska
Był trenerem piłkarskim w klubach: Syrianska FC, Vejle BK i Hammarby IF U19.
1 stycznia 2018 podpisał kontrakt ze szwedzkim klubem IK Brage, umowa do 31 grudnia 2023.